# Gramvousa
Gramvousa (řecky: Γραμβούσα) je název pro dva malé neobydlené ostrovy poblíž pobřeží poloostrova Gramvousa, který se nachází na severu ostrova Kréta v Řecku. Poloostrov Gramvousa tvoří západní část zálivu Kissamos a je jedním ze dvou párových poloostrovů v severozápadní části Kréty, přičemž druhým je poloostrov Rodopos.

## Osmansko-benátské války

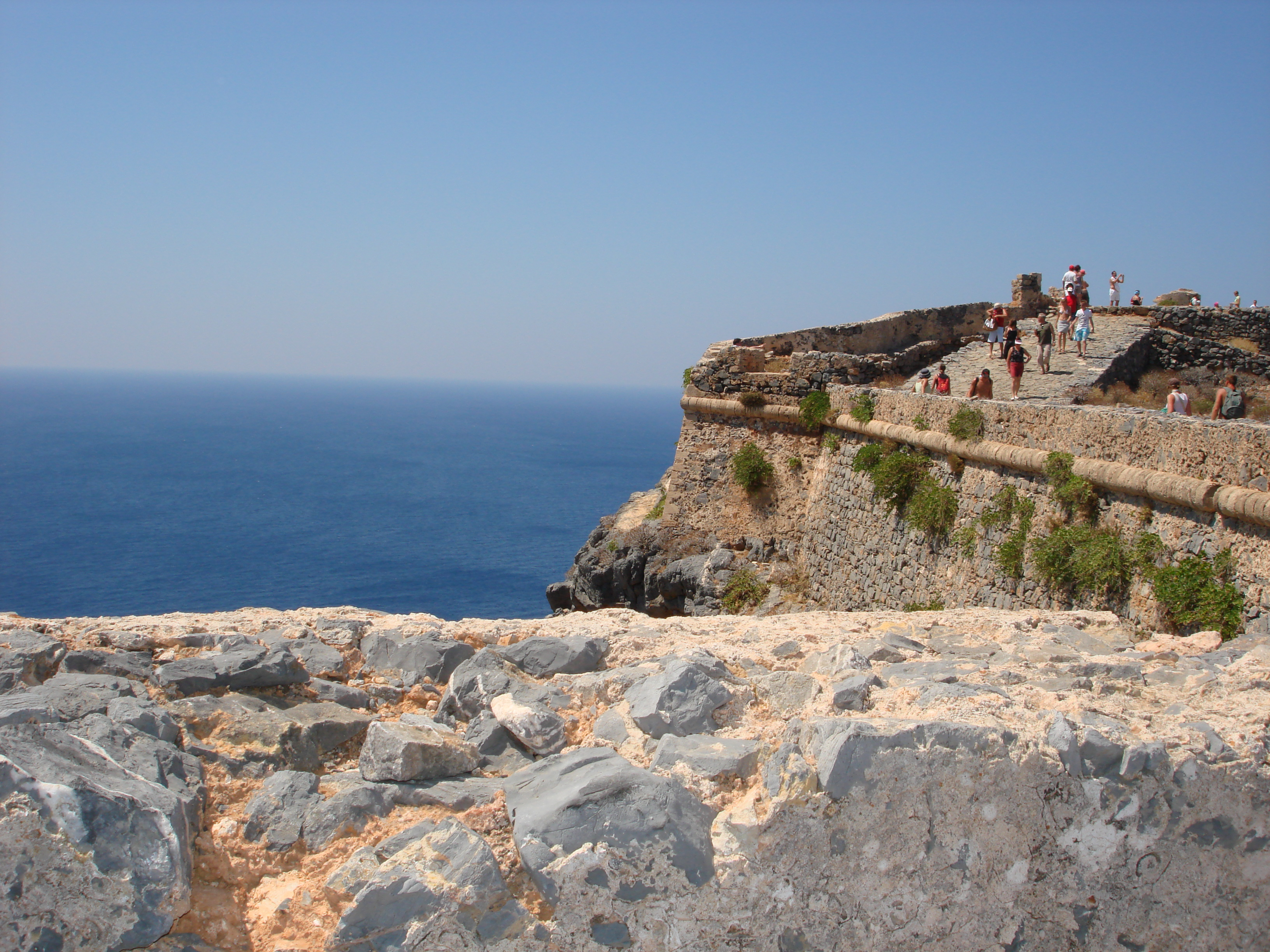
Zdi pevnosti v Imeri Gramvousa

Pevnost v Imeri Gramvousa byla postavena v letech 1579 až 1584 během benátské nadvlády nad Krétou na obranu ostrova před osmanskými Turky. Pevnost zůstala v benátských rukou během prodloužené krétské války a ve smlouvě z 16. září 1669, která vydala Krétu Osmanům, si Gramvousu spolu s pevnostmi Souda a Spinalonga ponechaly Benátky. Tyto tři pevnosti bránily benátské obchodní cesty a byly také strategickými základnami v případě nové osmansko-benátské války o Krétu.
Dne 6. prosince 1691, během Moreanské války, kapitán de la Giocca, původem z Neapole, zradil Benátčany tím, že předal Gramvousu osmanským Turkům za významnou finanční odměnu. Po tuto událost strávil zbytek svého života v Istanbulu a byl známý pod přezdívkou kapitán Grambousas. Po předání pevnosti Turkům se krétská populace začala shromažďovat u pobřežních pevností, včetně Gramvousy, aby organizovala povstání proti novým vládcům.

## Řecká válka za nezávislost

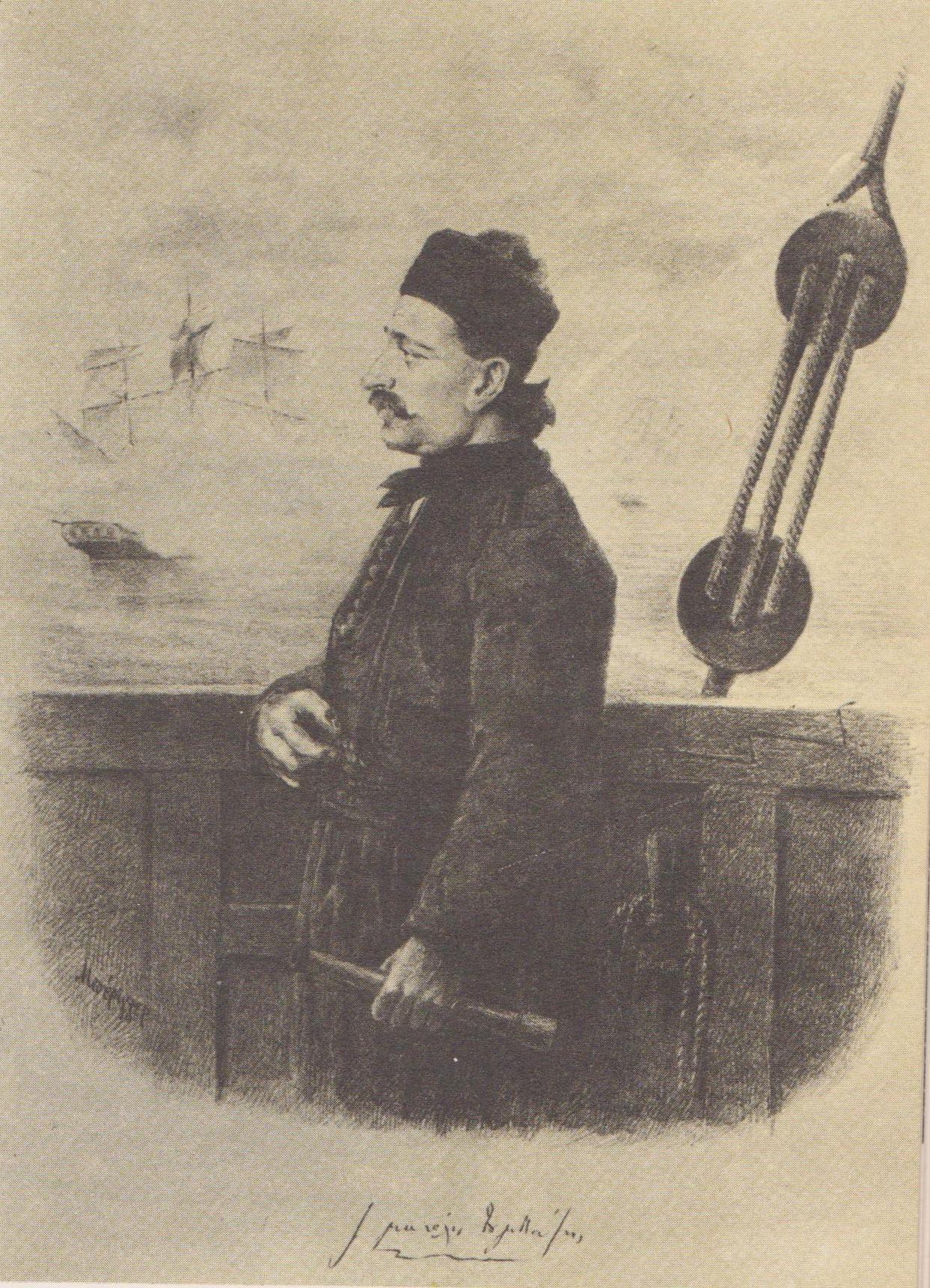
Kapitán Emmanuel Tombazis (1784–1831)

Během řecké války za nezávislost se pevnost v Gramvouse stala důležitým bodem v boji povstalců za osvobození Kréty. V roce 1823, když Emmanouil Tombazis, řecký provizorní vládní komisař pro Krétu, přijel na ostrov, nedokázal posílit obranu pevnosti, ačkoli k tomu měl příležitost. Tento nedostatek se ukázal jako klíčový moment, který přispěl k pozdějšímu dobytí pevnosti.
O dva roky později, v létě 1825, skupina odvážných Kréťanů, kteří bojovali na Peloponésu proti osmanské nadvládě, se rozhodla převzít iniciativu a podniknout odvážný útok na pevnost v Gramvousa. Skupina, vedená Dimitriosem Kallergisem a Emmanouilem Antoniadisem, přistála na pobřeží v přestrojení za osmanské vojáky a nečekaně pevnost přepadla. Díky tomuto statečnému útoku se Gramvousa stala základnou pro krétské povstalce, kteří zde začali boj za svobodu, označovaný jako „období Gramvousa“.
V roce 1828 se nový guvernér Řecka, Ioannis Kapodistrias, rozhodl řešit problém pirátství v oblasti, poslal na Krétu expediční flotilu britských a francouzských lodí pod velením Alexandra Mavrocordatose. Tato výprava provedla úspěšnou operaci, při které byly zničeny všechny pirátské lodě v Gramvouse a pevnost se dostala pod kontrolu spojeneckých sil. Dne 5. ledna 1828 byla pevnost posílena vyloděním Hatzimichalise Dalianise se 700 muži, čímž byla definitivně upevněna kontrola nad tímto strategickým bodem.

## Laguna Balos

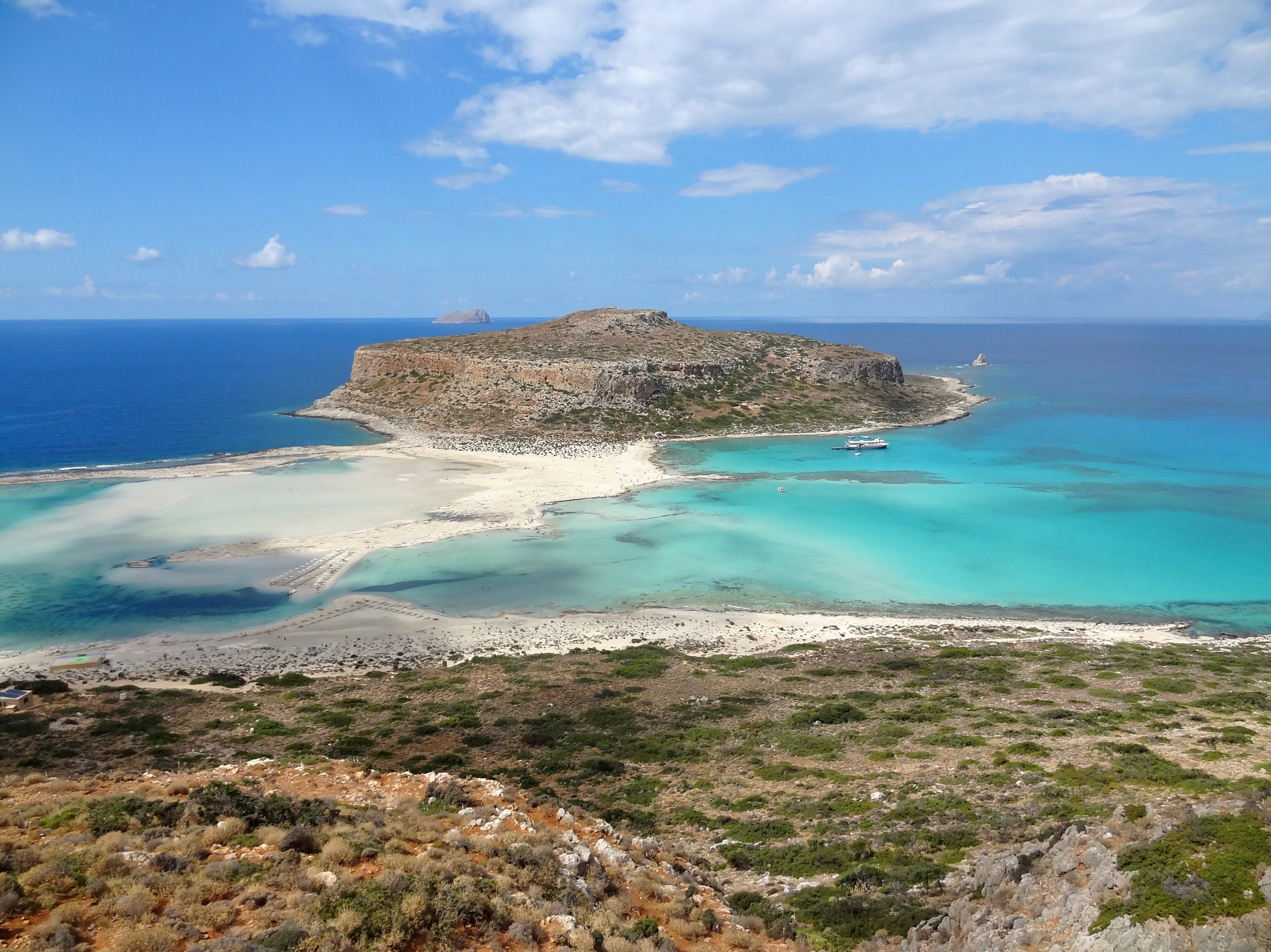
Laguna Balos

Mezi ostrovem a pobřežím Kréty se rozkládá laguna nazývaná Balos. V jejím středu se nachází malý ostrůvek, který tvoří součást mysu nazývaného Cape Tigani, což v řečtině znamená „pánev“. Tato oblast je oblíbenou destinací pro turisty.
Severně od laguny Balos, u mysu Korykon, leží ruiny malého starověkého římského města Agnion. Mezi ruinami se nachází i pozůstatky chrámu zasvěceného bohu Apollónovi.